# Katharma flagellata
Katharma flagellata là một loài ruồi trong họ Asilidae. Katharma flagellata được Oldroyd miêu tả năm 1960. Loài này phân bố ở vùng nhiệt đới châu Phi.